# Phosphorylasen
Als Phosphorylasen bezeichnet man Enzyme, die die Übertragung eines Pentose- oder Hexose-Rests von einem Di- oder Polysaccharid oder einem Nucleosid auf ein Orthophosphat-Ion katalysieren. Es handelt sich daher um spezielle Glycosyltransferasen.
Phosphorylasen sind nicht zu verwechseln mit Phosphatasen oder Kinasen.
Eine Einteilung nach Enzymnummer unterscheidet das wichtigste Mitglied der Gruppe, die Glykogenphosphorylase von Sucrosephosphorylase, Maltosephosphorylase einerseits, und Purin-Nukleosid-Phosphorylase, Pyrimidin-Nukleosid-Phosphorylase, Uridinphosphorylase, Uridinphosphorylase und 5-Methyl-5′-thioadenosin-Phosphorylase andererseits.